# Tetratheca aphylla
Tetratheca aphylla är en tvåhjärtbladig växtart. Tetratheca aphylla ingår i släktet Tetratheca och familjen Elaeocarpaceae.

## Underarter
Arten delas in i följande underarter:
- T. a. aphylla
- T. a. megacarpa